# Wakayama
Wakayama (和歌山市?, Wakayama-shi) è una città giapponese capoluogo dell'omonima prefettura di Wakayama.

## Descrizione
La città di Wakayama occupa il 4% del territorio della prefettura di Wakayama con il 40% della popolazione. È stata fondata il 1º aprile 1889 ed è situata nella parte settentrionale della prefettura di Wakayama, nelle vicinanze di Osaka. 
Il territorio meridionale della prefettura di Wakayama è, invece, in gran parte rurale. Il numero della popolazione della città è aumentato dalle 382.155 unità del 2003 alle 386.501 del 2004, con un incremento demografico pari a 1,87%. Al 1º ottobre 2010, la densità della popolazione era di 1.755,47 persone per km² su una superficie totale di 209,20 km².
L'incremento della popolazione si è verificato nonostante la sensibile riduzione del livello economico di Wakayama, verificatasi principalmente a causa della delocalizzazione e trasferimento in Cina degli impianti produttivi dell'acciaieria Sumitomo, che in precedenza aveva garantito un alto livello occupazionale anche nel settore dell'indotto, con il movimento di materie prime nel porto commerciale. Da allora, l'attività metallurgica a Wakayama si è sensibilmente ridotta fino a portare alla chiusura di una gran parte di questa lavorazione nel 2004.
Wakayama è attraversata dal fiume Kinokawa. Verso nord, la città rimane a ridosso di una catena montagnosa confinante con la prefettura di Osaka. In un parco pubblico del centro cittadino, si erge il Castello di Wakayama costruito in cima al monte Torafusu la cui etimologia in lingua giapponese significa "Tigre sdraiata su un fianco".
Durante il secondo conflitto mondiale la città è stata pesantemente bombardata e anche il castello è andato distrutto. Il castello odierno è una fedele copia dell'originale, costruito nel dopoguerra.
A Wakayama esiste anche una delle tre cosiddette Strade della Melodia del Giappone con la particolarità, quando viene percorsa, di generare forti vibrazioni sonore simili a un rombo, a causa di alcune fessure scavate nella pavimentazione.
Wakayama è rinomata in tutto il Giappone, per i suoi tradizionali dessert alla frutta, in particolare per quello denominato umeboshi composto da prugne sottaceto e mandarini oltre, naturalmente, al banana split diffuso un po' ovunque.
Il clima ha un carattere subtropicale umido con estati calde e inverni freddi e consistenti precipitazioni piovose durante tutto l'anno, ma maggiormente in estate.

## Amministrazione

### Gemellaggi
- Bakersfield, dal 1961
- Richmond, dal 1973
- Jinan, dal 1983
- Jeju, dal 1987